# کمربند شانه‌ای
کمربند شانه‌ای مجموعه‌ای از استخوان‌هاست که اندام فوقانی را به اسکلت محوری در هر طرف متصل می‌کند. در انسان از استخوان‌های زیر تشکیل می‌شود:
- استخوان کتف (اسکاپولا)
- استخوان ترقوه یا چنبر (کلاویکول)

کمربند شانه‌ای در اندام فوقانی، معادل کمربند لگنی در اندام تحتانی است. از دو استخوان تشکیل‌دهنده کمربند شانه‌ای، فقط استخوان ترقوه با اسکلت محوری مفصل می‌شود (توسط مفصل جناغی‌ترقوه‌ای).

تصویر شماتیک از مفصل شانه انسان

تصویر شماتیک از مفصل شانه انسان

## مفاصل
استخوان‌های کمربند شانه‌ای به گونه‌ای اتصال می‌یابند که باعث ایجاد چهار مفصل می‌گردند که عبارتنداز:
مفصل شانه (گلنوهومرال)
مفصل سرشانه‌ای‌ترقوه‌ای (آکرومیوکلاویکولار) یا مفصل جناغی‌ترقوه‌ای
مفصل جناغی‌ترقوه‌ای (استرنوکلاویکولار)
مفصل کتفی‌سینه‌ای (اسکاپولوتوراسیک) که بیشتر یک اتصال است تا یک مفصل حقیقی. این قسمت نقش مهمی در حرکت دور کردن شانه در هماهنگی با مفصل شانه دارد. بیشترین میزان حرکت در کمربند شانه‌ای مربوط به مفصل شانه بوده و سه مفصل دیگر از تحرک کمتری برخوردارند.تحرک زیاد مفصل شانه یک عامل مهم بی‌ثباتی آن محسوب می‌شود و بنابراین مستعد آسیب بسیاری است (به ویژه دررفتگی).